# Уотерс, Билли
Би́лли Уотерс (англ. Billy Waters, примерно 1778 — 1823, Лондон) — уличный актёр, нищенствующий негр, выступавший на улицах Лондона в XIX веке с пением, игрой на скрипке и развлекательным театром со «своеобразными выходками». Стал широко известен в 1821 году, появившись в пьесе «Том и Джерри», поставленной в лондонском театре «Адельфи».

## Биография

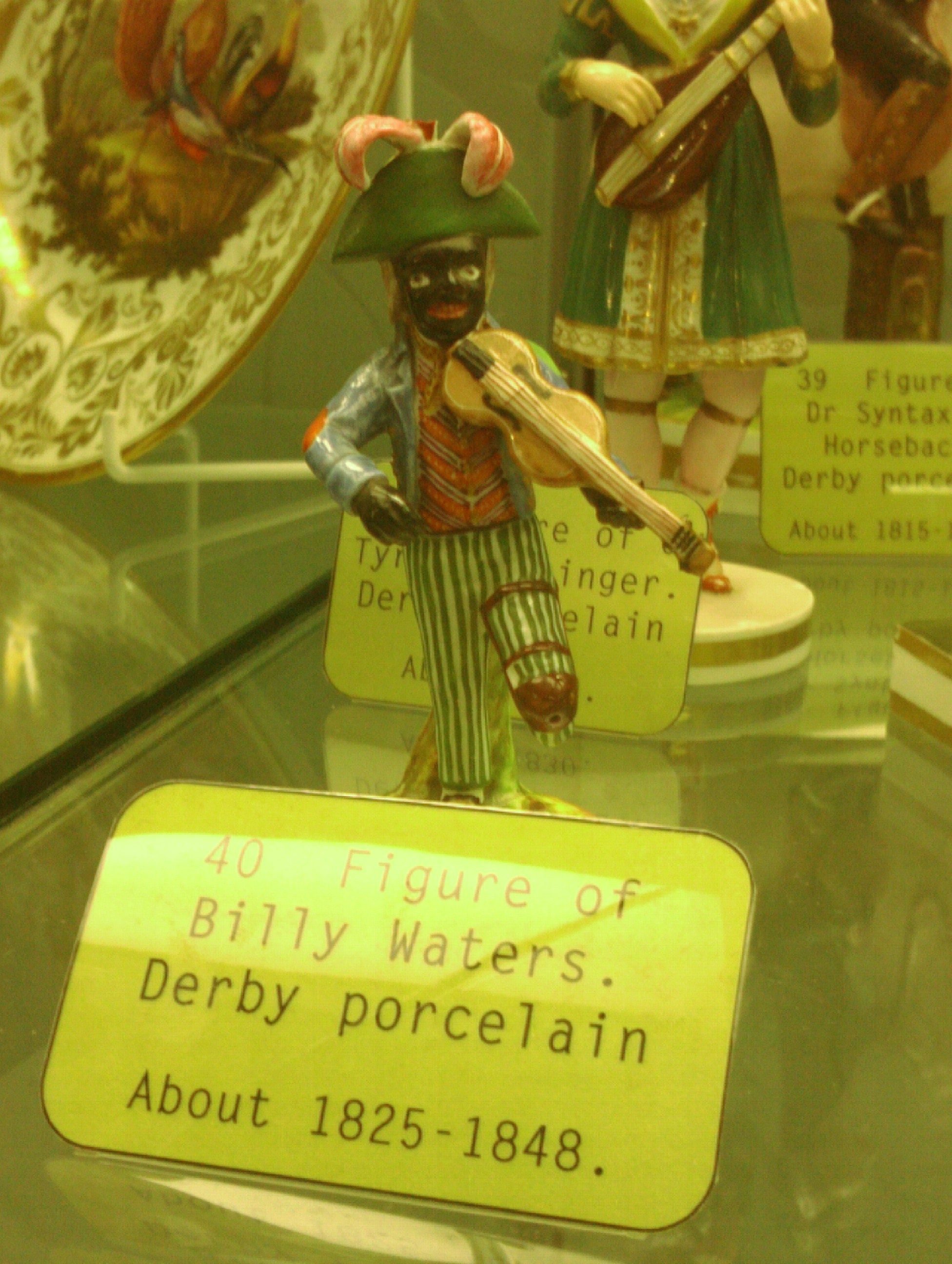
Уотерс в продукции Дербского фарфора — 1825-48 годы, сейчас в коллекции Музея и художественной галереи Дерби

Билли Уотерс впервые упоминается в качестве нищего, играющего на улицах Лондона и развлекающего городскую публику за вознаграждение в полпенни. В описаниях его образа содержатся упоминания о его африканском происхождении, военно-морской форме, ноге-колышке, скрипке и шляпе с перьями. Как утверждает писатель Питер Фрайер в своей книге «Стойкость: история чёрных в Британии», Уотерс потерял ногу во время службы на Королевском флоте, упав с такелажа, хотя ходившие в то время слухи утверждали, что Уотерс потерял ногу, участвуя в войне за независимость США. 
В 1810-е годы Уотерс выступал у театра «Адельфи» и своими своеобразными выходками завоевал такую популярность среди лондонской публики, что его, в конце-концов, пригласили выступать на театральную сцену.
Уотерс был одним из пяти символов Лондона, упоминающихся у Пирса Игана в его «Томе и Джерри» в 1821 году, несмотря на то, что являлся лишь одним из десятка тысяч чернокожих, живших в это время в Англии. Он был очень беден, и постоянно рассказывал, что дважды спасался от принудительных работ, присуждаемых в то время в качестве наказания за нищенство, лишь только благодаря своей деревянной ноге.
В конце своей жизни Уотерс был всенародно избран в округе святого Джильса «королём нищих», что произошло благодаря его известности и отношению его «собратьев». Его пенсия, назначенная ему за службу в Королевском флоте была столь мала, что ему пришлось продать свою скрипку. Уотерс утверждал, что продал бы и свою деревянную ногу, если бы она стоила что-нибудь. В 1823 году Уотерс заболел и был вынужден пойти в работный дом St Giles' workouse, где через 10 дней умер. 
Похоронен на кладбище Сент-Панкрас в Лондоне.
Имел жену и двоих детей

## Упоминания в культуре
После смерти образ Уотерса был воссоздан в фарфоре в гончарных мастерских Стаффордшира и в Дербском фарфоре. Также фигурка, изображающая Уотерса выставлена в музее Виктории и Альберта, и её перевыпуск был приурочен к 1862 году. Фигурки были сделаны почти через сорок лет после смерти Уотерса; модель Эдварда Кейса преследовала цель сделать фигурку более дешёвую, чем у конкурентов. Существует карикатура Томаса Лорда Басби из книги Costume of the Lower Orders of London («Костюмы низших слоёв Лондона»). Более реалистический портрет Уотерса связан с именем сэра Дейвида Уилки.
На сайте Лондонского Музея: упоминается эпитафия, написанная неизвестным поэтом на смерть Билли Уотерса:

Thus poor Black Billy's made his Will,
His Property was small good lack,
For till the day death did him kill
His house he carried on his back.
The Adelphi now may say alas!
And to his memory raise a stone:
Their gold will be exchanged for brass,
Since poor Black Billy's dead and gone.
Вольный перевод на русский:

Итак, нищий Чёрный Билли выполнил Его волю,
Он был не без милых маленьких недостатков,
До того времени, когда смерть забрала 
Его долю, которую он тащил на своём горбу.
В Театре Адельфи теперь могут говорить: увы!
И в его память воздвигнут камень:
Их золото будет обменяно на медь,
Поскольку бедный Чёрный Билли мертв…